# Softball ai Giochi mondiali 2022 - Torneo femminile
La gara del torneo femminile di softball ai Giochi mondiali 2022 si è svolta dall'8 al 16 luglio luglio 2022 a Birmingham.

## Risultati

### Fase preliminare

#### Gruppo A
| Pos | Team       | G | W | L | GF | GA | GD  | Pts |
| --- | ---------- | - | - | - | -- | -- | --- | --- |
| 1   | Giappone   | 3 | 3 | 0 | 22 | 1  | +21 | 9   |
| 2   | Australia  | 3 | 2 | 1 | 12 | 10 | +2  | 6   |
| 3   | Porto Rico | 3 | 1 | 2 | 3  | 10 | −7  | 3   |
| 4   | Messico    | 3 | 0 | 3 | 1  | 17 | −16 | 0   |

#### Gruppo B
| Pos | Team          | G | W | L | GF | GA | GD  | Pts |
| --- | ------------- | - | - | - | -- | -- | --- | --- |
| 1   | Stati Uniti   | 3 | 3 | 0 | 23 | 2  | +21 | 9   |
| 2   | Taipei cinese | 3 | 2 | 1 | 13 | 12 | +1  | 6   |
| 3   | Canada        | 3 | 1 | 2 | 16 | 23 | −7  | 3   |
| 4   | Italia        | 3 | 0 | 3 | 5  | 20 | −15 | 0   |

### Fase finale
|  | Semifinale | Semifinale    | Semifinale  |             |          | Finale            | Finale            | Finale            |  |
|  |            |               |             |             |          |                   |                   |                   |  |
|  | 1A         | Giappone      | 7           |             |          |                   |                   |                   |  |
|  | 1A         | Giappone      | 7           |             |          |                   |                   |                   |  |
|  | 2B         | Taipei cinese | 0           |             |          |                   |                   |                   |  |
|  | 2B         | Taipei cinese | 0           |             | Giappone | Giappone          | 2                 |                   |  |
|  |            |               |             |             | Giappone | Giappone          | 2                 |                   |  |
|  |            |               | Stati Uniti | Stati Uniti | 3        |                   |                   |                   |  |
|  | 1B         | Stati Uniti   | Stati Uniti | Stati Uniti | 3        | 5                 |                   |                   |  |
|  | 1B         | Stati Uniti   |             |             |          | 5                 |                   |                   |  |
|  | 2A         | Australia     | 0           |             |          | Finalina 3º posto | Finalina 3º posto | Finalina 3º posto |  |
|  | 2A         | Australia     | 0           |             |          |                   |                   |                   |  |
|  |            |               |             |             |          |                   |                   |                   |  |
|  |            |               |             |             |          | Taipei cinese     | Taipei cinese     | 6                 |  |
|  |            |               |             |             |          | Taipei cinese     | Taipei cinese     | 6                 |  |
|  |            |               |             |             |          | Australia         | Australia         | 0                 |  |